# Мануел Пінту да Кошта
Мануе́л Пі́нту да Ко́шта (порт. Manuel Pinto da Costa; нар. 5 серпня 1937, місто Сан-Томе) — політичний та державний діяч Сан-Томе і Принсіпі, засновник Руху за звільнення Сан-Томе і Принсіпі (МЛСТП), його генеральний секретар (1960–1990) і президент (1998–2005). Двічі президент Сан-Томе і Принсіпі — перший президент країни у період 1975–1991 і у період 2011-2016.

## Біографія
Вищу економічну освіту отримав в Німецькій Демократичній Республіці, вільно володіє німецькою мовою. Після революції гвоздик 1974 року Португалія визнала МЛСТП законним представником народу Сан-Томе і Принсіпі, уклала з рухом угоду про надання країні незалежності. 12 липня 1975 року була проголошена незалежність, першим президентом якої став Мануел Пінту да Кошта, а прем'єр-міністром — Мігел Тровоада. МЛСТП стала керівною і єдиною партією країни.
1989 року з ініціативи правого крила МЛСТП був здійснений перехід до багатопартійної системи, нова конституція була прийнята на всенародному референдумі у серпні 1990 року. На з'їзді МЛСТП в жовтні 1990 року Карлуш да Граса змінив Мануела Пінту да Кошту на посту генерального секретаря, партія стала називатися Рух за звільнення Сан-Томе і Принсіпі/Соціал-демократична партія (МЛСТП/СД). На перших демократичних виборах президента 1991 року Мануел Пінту да Кошта програв Мігелю Тровоада. Безуспішно намагався повернутися на посаду президента під час президентських виборів 1996 та 2001 років.
На позачерговому з'їзді МЛСТП у травні 1998 року Мануел був обраний президентом партії і залишався на цій посаді до лютого 2005 року, коли новим президентом партії був обраний Гільєрме Поссер да Кошта. З 2002 року — представник в міжурядовій організації Міжнародний парламент за безпеку і мир (Палермо, Італія), очолював її департамент закордонних справ.
7 серпня 2011 року після другого туру президентських виборів у Сан-Томе і Принсіпі, Мануел Пінту да Кошта отримав перемогу з 52,9% голосів (вступив на посаду 3 вересня).